# Renault Nervastella
Nervastella — представницький автомобіль, що виготовлявся компанією Renault у 1930—1937 рр. Використовувався як державний автомобіль: зображення президента Французької республіки у даному автомобілі можна було побачити у новинах з середини 1930-х.
Автомобіль був «молодшим братом» Renault Reinastella, що з'явився на рік раніше, однак модель Nervastella була технічно більш прогресивною, з колісною базою в 3350 мм, що за стандартами того часу та ринку вважалась значною.
На початку 1930-х Renault представили ряд моделей з назвами, які закінчувались на «-stella», що на латинській мові означало «зірка».

## Двигуни
Автомобіль комплектувався рядним 8-циліндровим двигуном, який, однак, протягом виробництва змінювався.
На початку виробництва робочий об'єм двигуна становив 4241 см. куб., а максимальна потужність 100 к.с. (74 кВт) досягалась при 3300 об/хв. У 1933 р. робочий об'єм збільшився до 4825 см. куб., а у 1935 р. до 5448 см. куб. Збільшення робочого об'єму у 1933 р. не відобразилось на зростанні потужності стандартної моделі Nervastella, і навіть збільшення об'єму у 1935 р. підвищило потужність до 110 к.с. (81 кВт).

## Історія
Спочатку автомобіль виготовлявся з кузовом седан чи ландо. Модельний ряд збільшився через рік довгобазим лімузином з додатковою парою бокових вікон за задньою стійкою та додатковим простором для п'яти чи семи людей.
У жовтні 1930 р. на Паризькому автосалоні був представлений Renault Nervahuit, що комплектувався двигуном робочим об'ємом 4241 см. куб. аналогічним Nervastella. Початкова ціна, у січні 1931 р. моделі Nervahuit становила 48000 франків за автомобіль з кузовом торпедо. Для порівняння ціна на седан Nervastella становила 95000 франків.
У 1932 р. у конструкцію внесли значні зміни, чому свідчило слово "aérodynamique" у звітах компанії Renault на початку 30-х. Автомобілі "Nervastella ZD2" отримали кузова "американського типу" зі штампованими сталевими кузовами з похилою задньою частиною, характерними тодішній "аеродинамічній" моді. Nervastella фактично стала довгобазовою версією (вже флагманської) моделі Vivastella. Стандартна колісна база моделі Nervastella становила ті самі 3 350 мм (131,9 дюйм) як і у довгобазої Vivastella, яка для "Nervastella" що виконувалась з 5-місними кузовами типу "Berline aérodynamique" за 49 000 франків. Довша колісна база у 3 590 мм (141,3 дюйм) була характерна "Conduite interieure aérodynamique" розрахована на 7 людей та вартістю 52000 франків. Обидві були великими седанами. Також існувала легша, спортивна та менш оснащена модель, представлена у березні 1932 р. Nervasport.
На автомобілі з кузовами попереднього року пропонувалась знижка, причиною чому був чи то залишок минулорічних непроданих автомобілів чи просто значна вартість пресового обладнання для створення характерних тому часу кузовів. На додачу до автомобілів зі стандартними кузовами, Nervastella могла продаватись у вигляді базового шасі для встановлення унікального кузова, що виконувався на замовлення.
Nervastell'у ABM6 у жовтні 1936 р. представили як модель 1937 р. на 30-му Паризькому автосалоні. До цього часу єдиним типом кузова був 6-віконний лімузин, з «довгою» 3380 мм колісною базою. Робочий об'єм двигуна збільшився до 5448 см. куб., а максимальна потужність зросла до 115 к.с. (85 кВт). Цього ж року пропонувався Renault Nerva Grand Sport Type ABM7 з колісною базою всього у 3210 мм з 2-дверними кузовами : закритим та відкритим (кабріолетом).
Через рік Nervastella зникла з шоу-стенда виробника.

## Типи
- TG/TG1/TG2/TG3/TG4 (1246 автомобілів виготовлено: 1929/33) — "TG5" — назва Nervasport
- ZD2/ZD4 (318 виготовлено: 1933/35)
- ACS1/ACS2 (198 виготовлено: 1935/36)
- ABM4/ABM6 (167 виготовлено: 1935/37)

## Зовнішні посилання
- Planète Renault [Архівовано 28 вересня 2007 у Wayback Machine.]